# Minnesota Timberwolves 2010-2011
La stagione 2010-11 dei Minnesota Timberwolves fu la 22ª nella NBA per la franchigia.
I Minnesota Timberwolves arrivarono quinti nella Northwest Division della Western Conference con un record di 17-65, non qualificandosi per i play-off.

## Roster
| N° | Naz.                   | Ruolo | Sportivo          | Anno | Alt. | Peso |
| -- | ---------------------- | ----- | ----------------- | ---- | ---- | ---- |
| 1  | Stati Uniti (bandiera) | G     | Sundiata Gaines   | 1986 | 185  | 84   |
| 3  | Stati Uniti (bandiera) | G     | Sebastian Telfair | 1985 | 183  | 75   |
| 4  | Stati Uniti (bandiera) | A     | Wesley Johnson    | 1987 | 201  | 93   |
| 5  | Stati Uniti (bandiera) | GA    | Martell Webster   | 1986 | 201  | 95   |
| 8  | Stati Uniti (bandiera) | A     | Michael Beasley   | 1989 | 206  | 107  |
| 10 | Stati Uniti (bandiera) | G     | Jonny Flynn       | 1989 | 183  | 84   |
| 13 | Stati Uniti (bandiera) | G     | Luke Ridnour      | 1981 | 188  | 79   |
| 14 | Montenegro (bandiera)  | A     | Nikola Peković    | 1986 | 211  | 110  |
| 15 | Stati Uniti (bandiera) | A     | Maurice Ager      | 1984 | 196  | 92   |
| 15 | Stati Uniti (bandiera) | A     | Anthony Randolph  | 1989 | 208  | 93   |
| 19 | Stati Uniti (bandiera) | G     | Wayne Ellington   | 1987 | 193  | 91   |
| 22 | Stati Uniti (bandiera) | A     | Corey Brewer      | 1986 | 206  | 84   |
| 31 | Serbia (bandiera)      | C     | Darko Miličić     | 1985 | 213  | 113  |
| 32 | Stati Uniti (bandiera) | A     | Lazar Hayward     | 1986 | 198  | 102  |
| 41 | Grecia (bandiera)      | C     | Kosta Koufos      | 1989 | 213  | 120  |
| 42 | Stati Uniti (bandiera) | A     | Kevin Love        | 1988 | 208  | 118  |
| 44 | Stati Uniti (bandiera) | C     | Anthony Tolliver  | 1985 | 203  | 109  |

## Staff tecnico
- Allenatore: Kurt Rambis
- Vice-allenatori: Dave Wohl, Reggie Theus, Bill Laimbeer, J.B. Bickerstaff
- Vice-allenatore/scout: Brent Haskins
- Preparatore fisico: Dave Vitel
- Preparatore atletico: Gregg Farnam